# Valere Van Sweevelt
Valere Van Sweevelt (Hasselt, 15 aprile 1947) è un ex ciclista su strada belga, professionista dal 1968 al 1973.

## Carriera
Scattista adatto per lo più alle corse di un giorno, vinse una Liegi-Bastogne-Liegi nel 1968 e ottenne complessivamente 13 vittorie da professionista.

## Palmarès

### Strada
- 1967 (due vittorie)

Giro delle Fiandre Under-23
Flèche Ardennaise
- 1968 (Smiths, quattro vittorie)

3ª tappa Parigi-Nizza
4ª tappa, 2ª semitappa Parigi-Nizza
Liegi-Bastogne-Liegi
3ª tappa, 1ª semitappa Giro di Romandia

## Piazzamenti

### Grandi Giri
- Tour de France

### Classiche monumento
- Milano-Sanremo

1968: 12º
1969: 95º
- Parigi-Roubaix

1968: ritirato
1970: 24º
- Liegi-Bastogne-Liegi

1968: vincitore